# Genlisea taylorii
Genlisea taylorii este o specie de plante carnivore din genul Genlisea, familia Lentibulariaceae, ordinul Lamiales, descrisă de Eb. Fischer, S. Porembski și Amp; W. Barthlott.. Conform Catalogue of Life specia Genlisea taylorii nu are subspecii cunoscute.